# A. den Doolaard-monument

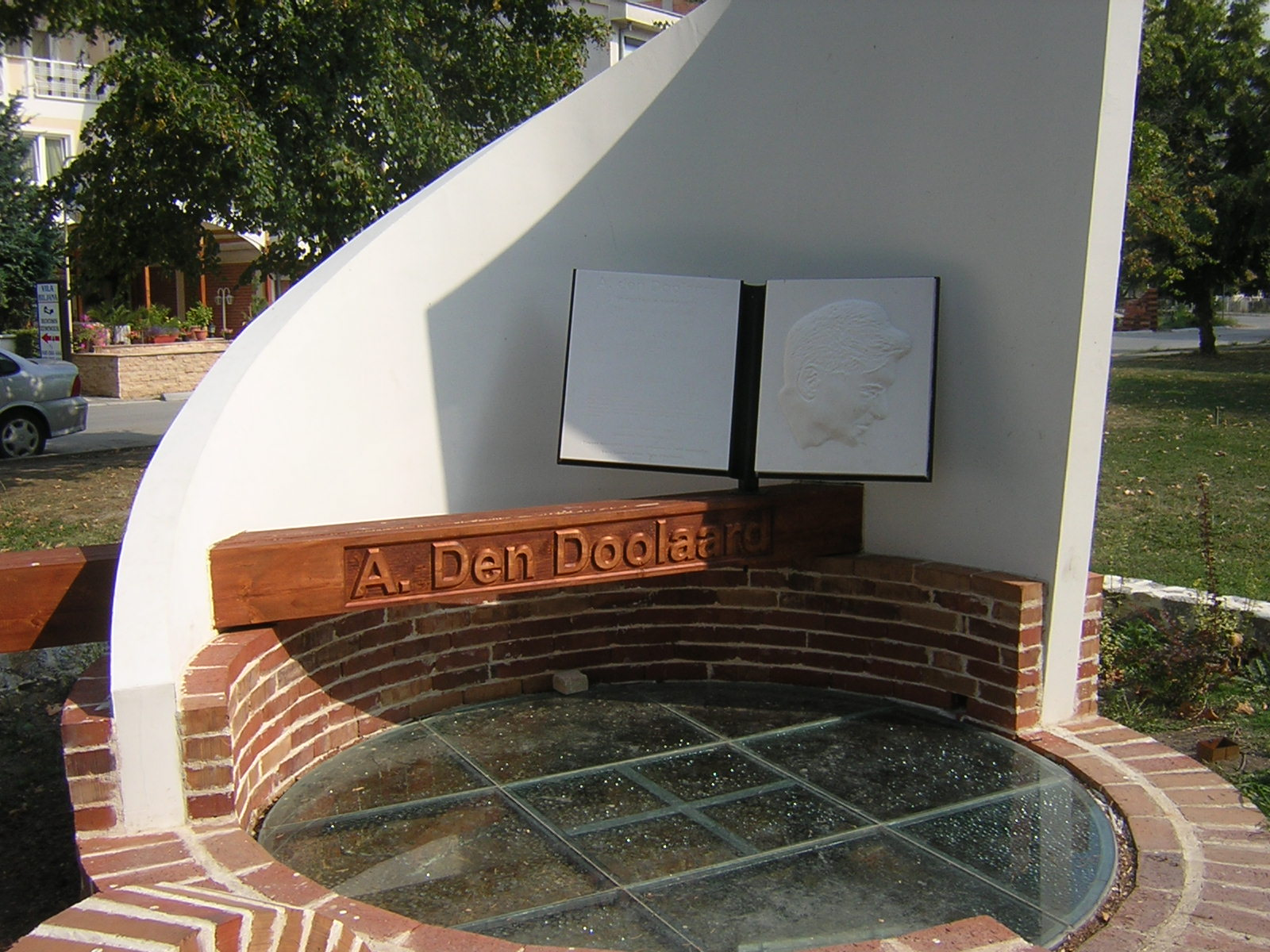
Het monument voor A. den Doolaard in Ohrid

Op 29 mei 2006 is in de Macedonische stad Ohrid een monument onthuld ter ere van A. den Doolaard. Ook wordt een plein naar hem vernoemd. Het monument is ontworpen door de bekende Macedonische architect Vladimir Taic, op idee van het hoofd van de Nederlandse Kamer van Koophandel in Macedonië, Peter Bosse. Het monument staat voor Hotel Millennium Palace.
Met de publicatie van zijn roman De bruiloft der zeven zigeuners in 1939 ontstond in Nederland een buitengewone belangstelling voor Ohrid, wat op het hoogtepunt resulteerde in zo'n 50.000 bezoekende Nederlanders per jaar. Het monument maakt deel uit van een reeks Nederlandse initiatieven om het toerisme naar Macedonië te bevorderen. De officiële gelegenheden in Ohrid zijn bijgewoond door de dochters, klein- en achterkleinkinderen van A. Den Doolaard.